# Nikołaj Atanasow
Nikołaj Kalinkow Atanasow (bułg. 	Николай Калинков Атанасов, ur. 20 maja 1924 w Botewgradzie) – bułgarski gimnastyk, uczestnik Igrzysk Olimpijskich w 1952 w Helsinkach. Na igrzyskach olimpijskich zajął 96. miejsce w wieloboju gimnastycznym.